# Subang (plaats)
Subang is een bestuurslaag in het regentschap Kuningan van de provincie West-Java, Indonesië. Subang telt 4829 inwoners (volkstelling 2010).